# Svärdet i stenen (film)
Svärdet i stenen (engelska: The Sword in the Stone) är en amerikansk animerad långfilm från 1963, producerad av Walt Disney Productions och baserad på en romansvit med samma namn av T.H. White.

## Handling
Ett svärd fastkilat i ett städ uppå en sten blir under en period i Medeltiden ett mycket populärt objekt för Englands modiga och starka män, tack vare den profetia som står skriven på svärdet: “Eho som drager ut detta svärd ur sten och städ är född att vara Englands rätte konung” (eng. Whoso pulleth out this sword of this stone and anvil is rightwise king born of all England). Ingen lyckas, dock, och svärdet faller snart i glömska.
Pojken Artur som ofta blir kallad för Pysen, växer upp som hunsad fosterson på en riddarborg. Han får sin uppfostran och utbildning under trollkarlen Merlins beskydd.
Artur arbetar under en tornering som springpojke, och när han har glömt att ta med svärdet han blivit tillsagd att ta med blir han förtvivlad. Han springer in i staden, och får syn på svärdet i stenen, varpå han försöker dra det ut ur stenstädet – och lyckas! När han överlämnar det, blir alla åskådare häpna. Framför dem står Englands rättmätige konung, en ung pojke.

## Rollista
| Figur          | Originalröst                                         | Svensk röst        |
| -------------- | ---------------------------------------------------- | ------------------ |
| Merlin         | Karl Swenson                                         | Lars Ekborg        |
| Artur/Pysen    | Rickie Sorensen Robert Reitherman Richard Reitherman | Peter Schildt      |
| Archimedes     | Junius Matthews                                      | Guy de la Berg     |
| Madame Mim     | Martha Wentworth                                     | Isa Quensel        |
| Sir Hector     | Sebastian Cabot                                      | Ingvar Kjellson    |
| Kaj            | Norman Alden                                         | Sven Holmberg      |
| Pelinore       | Alan Napier                                          | Hans Lindgren      |
| Köksan         | Barbara Jo Allen                                     | Hanny Schedin      |
| Black Bart     | Thurl Ravenscroft                                    | Sture Ström        |
| Balladsångaren | Fred Darian                                          | Carl-Axel Hallgren |
| Berättare      | Sebastian Cabot                                      | Sven Holmberg      |

## Animatörer
| - Ollie Johnston - Milt Kahl - John Lounsbery - Frank Thomas | - Hal Ambro - Eric Cleworth - Hal King - Eric Larson - Dick N. Lucas - Cliff Nordberg - John Sibley | - Al Dempster - Ralph Hulett - Bill Layne - Fil Mottola - Walt Peregoy - Anthony Rizzo | - Dale Barnhart - Sylvia Cobb - Basil Davidovich - Vance Gerry - Don Griffith - Homer Jonas |

## Övriga medverkande (i urval)
- Grafisk formgivning: Ken Anderson
- Klippning: Donald Halliday
- Specialeffekter: Jack Boyd, Jack Buckley, Dan MacManus
- Orkesterarrangemang: Franklyn Marks
- Musikredigering: Evelyn Kennedy

## Sånger
| Originaltitel                        | Svensk titel                 |
| ------------------------------------ | ---------------------------- |
| The Legend of the Sword in the Stone | Legenden om Svärdet i stenen |
| Higitus Figitus                      | Vi packar och far            |
| That’s What Makes the World Go Round | Till och från                |
| A Most Befuddling Thing              | Det mest fjolliga ting       |
| Mad Madame Mim                       | Den mäktiga trollpackan Mim  |

## Svenska premiärer
- 14 december 1964 - Svensk biopremiär[6]
- 16 april 1976 - Nypremiär
- 1981 - Nypremiär, med nya svenska titeln "Pysen, trollkarlen och svärdet"
- julen 1986 - Hyrvideopremiär
- hösten 1989 - Köpvideopremiär
- våren 1993 - Nypremiär på video
- 9 juli 1999 - Premiär på DVD
- 14 juni 2000 - Nypremiär på video
- 12 juni 2002 - Nypremiär på DVD
- 25 mars 2009 - Nypremiär på DVD[5]